# 憲法の変遷
憲法の変遷（けんぽうのへんせん）とは、憲法改正（憲法の条文自体の変更）ではないが、「立法」「行政」「判例」による変遷によって、変更を加えたのと同じように憲法の規範的意味が変更または修正されることである。「解釈改憲」とも言われる。

## 概要
「憲法変遷」は主に成文憲法を持つ大陸法に見られる考えで、19世紀のドイツのラーバントやイエリネックにより提唱、展開され、日本においても明治憲法下で美濃部達吉がこの考えを導入した。憲法を最高法規として定め硬性憲法化などの法技術を駆使することにより他の法規範をその統制下におく「憲法保障」の思想を導入する以前の時代状況の産物であったが、現在においても、例えばEUとの関係でドイツにおいて憲法変遷が語られたり、日本でも自衛隊や私学助成との関係で憲法の変遷が論点となっている。
多くの場合、公権力により正式な手続きを踏まずに法解釈の変更や制度の運用がなされるような事態に対して、国民が積極的・全面的にこれを支持・承認するとは考えにくい。なお、フランスにおいては「憲法慣習」と呼ばれる思想が、また、不文憲法の国であるイギリスにおいては「憲法上の習律」をめぐる論争があり、それぞれ「憲法の変遷」と類似した問題を惹起している。

## 日本の憲法学における議論

### 概説
憲法の変遷には2つの意味があるとされる。
- 現行の憲法規範とは異なる憲法状態が存在するという客観的事実を指す場合。これを法社会学的意味での憲法の変遷という。
- 憲法を所定の改正手続きを踏まず、従来の憲法規範の意味及び内容が変化し、それにかわる新たな憲法規範が存在しているとみられるような状態を指す場合。これを法解釈学的意味での憲法の変遷という。

法社会学的意味での憲法の変遷は、法規範と異なる客観的事実が生じている現象を指すにとどまる。
これに対して法解釈学的意味での憲法の変遷については、法解釈学上の議論がある。立憲主義の下で所定の手続きを経ないで、憲法の条項の規範内容が変更されることが許されるか否かという問題があるからである。

### 変遷に対する見解
法解釈学的意味での憲法の変遷によって、従来の憲法規範の当該条項にかわって新たな憲法規範が定立・運用されていると認められる場合、それを肯定できるか否か、見解は分かれる。
肯定説
憲法が国民の信頼を失って守られなくなった場合、それはもはや法規範とはいえなくなるため、一定の条件を設けた上で、それが満たされた場合には憲法の変遷は認められる。
習律説
憲法の変遷は「習律」という考え方で説明すべきとする見解。代表的論者は芦部信喜。
慣習法説
憲法の変遷が認められるためには、単なる慣習では足りず慣習法によって裏付けられることが必要であるとする見解。そもそも法が法たりうるには規範意識によって支えられていることが必要であり、民主主義国家においては国民世論によって受け入れられていることを重視する。代表的論者は橋本公亘。
否定説
憲法は、その変更のために憲法改正の手続きを規定している。憲法改正の手続きによらない憲法規範の変更は、憲法の否定であり破壊である。その手続きを踏まない変更は違憲であり、変更を認めるべきではない。特に民主主義国家において、憲法改正のために議会の議決や国民投票等が必要とされている場合は、国民の判断を経ない変更は許されるべきではない。代表的論者は杉原泰雄。